# Arhat
En el budisme, l'arhat (en sànscrit) o arahant (en pali) és algú que ha guanyat l'enteniment profund sobre la vertadera natura de l'existència, que ha arribat al nirvana i en conseqüència, no tornarà a néixer de nou.
El budisme theravada considera el convertir-se en arhat com la meta del progrés espiritual. El budisme mahayana critica aquesta idea com egoista i considera el bodhisattva com algú que es queda en el cicle de renaixements, per treballar pel bé d'altres persones. Aquesta divergència d'opinió és una de les diferències fonamentals entre el theravada i el mahayana.
Contràriament a les acusacions del mahayana, la doctrina del budisme theravada sosté que els arahts també es preocupen per la il·luminació dels altres i que sorgeixen en el món per al benestar dels altres éssers.

## Etimologia
La paraula del sànscrit arhat (en pali arahant) és el present participi de l'arrel verbal √arh, que significa 'merèixer'.
Una etimologia popular comuna deriva la paraula d'ari (enemic) i hanta de l'arrel √han (colpejar o matar), d'aquí la traducció 'destructor d'enemics'. El professor Richard Gombrich ha discutit que el present participi és discordant i sembla fora de lloc quan hi ha un adjectiu de la mateixa arrel (arha). A causa que els jainistes empraven dues formes pràctiques de la paraula arahanta i arihanta, l'etimologia popular bé pot ser l'etimologia correcta.